# Фенестелла
Лу́ций Фенесте́лла (лат. Lucius Fenestella; родился в 36 году до н. э. — умер в 34 году, Кумы, Римская империя) — древнеримский писатель и антиквар, современник императора Тиберия (по сомнительному показанию хроники Иеронима, Фенестелла умер в 19 году, в возрасте 70-ти лет). Исторический труд Фенестеллы, носивший название «Летописи» (Annales), известен только в отрывках, где цитируется 22-я книга, с событиями 57 года до н. э.
Судя по сохранившимся фрагментам, Фенестелла принадлежал к числу историков, желавших привлечь к себе читателей сообщением разного рода любопытных фактов из общественной и частной жизни выдающихся римлян. Так, в трудах Фенестеллы есть сведения о делении дней на праздники и будни, о стоимости водопровода, о ношении золотых колец, о тканях для тоги и т. п. Помимо прочего, особое внимание в «Летописи» уделено этимологии. В этой погоне за интересом содержания Фенестелла, по-видимому, иногда поступался исторической достоверностью; тем не менее, его трактат пользовался большой известностью.
Неоднократно ссылается на Фенестеллу Плиний Старший в книгах «Естественной истории», посвящённых млекопитающим, рыбам, фруктовым деревьям, золоту и серебру, краскам и живописи. Вероятно, по недоразумению Иероним приписывает Фенестелле и поэтический талант.
В Эпоху Возрождения Андрей Фиокки (Fiocchi, Floccus) издал подделку трактата Фенестеллы под названием «De magistratibus et sacerdotiis Romanorum». Фрагменты трудов Фенестеллы собраны в издании Петера «Historicorum Romanorum fragmenta».

## Источник
- Малеин А. И. Фенестелла // Энциклопедический словарь Брокгауза и Ефрона : в 86 т. (82 т. и 4 доп.). — СПб., 1890—1907.